# إيبرهارد كونينغ
إيبرهارد كونينغ (بالألمانية: Eberhard König)‏ هو كاتب ألماني، ولد في 18 يناير 1871 في جلونا غورا في بولندا، وتوفي في 26 ديسمبر 1949 في برلين في ألمانيا.